# یواس‌اس مورتون (دی‌دی-۹۴۸)
یواس‌اس مورتون (دی‌دی-۹۴۸) (به انگلیسی: USS Morton (DD-948)) یک کشتی بود. این کشتی در سال ۱۹۵۸ ساخته شد.